# امامزادگان حلیمه و حکیمه خاتون
آرامگاه حلیمه و حکیمه خاتون مشهور به امامزادگان دو خاتون، مجموعه آرامگاهی در مرکز شهرکرد است که آرامگاه حلیمه و حکیمه خاتون، از نوادگان موسی کاظم در آن قرار دارد. 
ساختمان اصلی حرم مربوط به دوره تیموری است که در ادوار بعدی به ویژه در دوره قاجار بارها مرمت و بازسازی شده است. امامزادگان دوخاتون در شهرکرد، خیابان ولی عصر جنوبی، ضلع غربی میدان امامزادگان دوخاتون واقع شده و در تاریخ ۲۷ بهمن ۱۳۷۸ با شمارهٔ ثبت ۲۵۸۹ به‌عنوان یکی از آثار ملی ایران به ثبت رسیده است.

## پیشینه
امامزادگان حلیمه و حکیمه خاتون (امامزادگان دو خاتون)، دختران ابراهیم مجاب و از نوادگان موسی کاظم هستند. بنای این امامزاده در هسته مرکزی و تاریخی اولیه شهرکرد قرار گرفته است.
از دوره اتابکان لر در قرن هفتم هجری قمری ، ساختمانی بر روی قبور  امامزادگان احداث شد که در دوره مشروطیت و در سال ۱۳۳۰ هجری قمری به دستور میر سید محمد حسنی دهکردی  امام جمعه وقت شهرکرد تخریب و ساختمان فعلی جایگزین آن شده است.

## اطلاعات ساختمان
بقعه مبارک امامزادگان دو خاتون شامل پیش ایوان ستون دار سنگی، سردر، هشتی و ساختمان اصلی است. سر در با کاشی‌های هفت رنگ قاجاریه تزئین و در بالای آن کتیبه سنگی با اشعاری، معرف بانی و تاریخ ساخت آن و نقش شیر و خورشید بر روی کاشی در بالای کتیبه سنگی است.  بر بدنه هشتی دو کتیبه با اشعاری در مدح و معرفی امامزادگان  بخط  یوسف  نصب شده است که اینگونه است
| ستون خانه تقدیس مقتدای انام        |  | امام جمعه دهکرد مرجع احکام        |
| رواق صحن دو معصوم را چو دید خراب   |  | ز جان و دل پی تعمیر او نمود اقدام |
| سمی سید بطحی محمد آن که بود        |  | سلیل شاه ولایت پناه گاه انام      |
| شدند اهل ولایت ز جان و دل حاضر     |  | پس اطاعت فرمانش از خواص و عوام    |
| هزار و سیصد و سی بود که از پی هجرت |  | رواق صحن دو معصوم پاک گشت تمام    |

بقعه اصلی دارای ایوان ستون دار سنگی است. ساختمان بقعه دارای پلان چند ضلعی و گنبد آجری است. ساختمان اصلی امامزادگان از خشت و آجر ساخته شده است و در داخل مقبره ضریحی فلزی قرار دارد که در داخل ضریح دو قبر متصل به یکدیگر وجود دارد که تاریخ ۱۲۸۶ ه. ق بر روی معجر چوبی آن حک گردیده است.

## آیین چراغ بران
آئین سنتی چراغ بران از مراسم های ویژه اهالی شهرکرد است که در نوروز اجرا می شود و در این آیین مردم شهرکرد با اعتقاد بر این که نوروز، روز برافروختن چراغ حاجت و طلب انسان هاست آیین سنتی چراغ بران را از غروب آفتاب تا لحظه تحویل سال نو برگزار می کنند.
بر این اساس در ابتدای این آیین سنتی، پیران خانواده و ریش سفیدان قوم و طایفه با چراغی در دست وارد امامزادگان دوخاتون می شدند و پس از ادای احترام و زیارت بارگاه این دو بزرگوار، چراغ خانه خویش را به دست سیدی از سادات شهرکرد روشن می کرده اند و سپس تازه دامادها و نوعروسان و بعد از آن نیز دیگر اعضا خانواده برای روشن کردن چراغ به امامزاده می رفته اند.
شهرکردی ها معتقدند این رسم دیرین و دیرگاه بیش از ۲۰۰ سال قدمت دارد و پیش از این در دوران گذشته طایفه های دهکردی در غروب آفتاب اقدام به روشن کردن چراغ های خانه خود می کردند.
این آیین سنتی برای آنان به منزله بردن روشنایی به خانه است تا در طول سال همواره چراغ مهر و محبت این خانه روشن باشد. در گذشته باب بوده که مردم شب نوروز با حضور در امامزادگان شهرکرد چراغ خانه های خود را بر می افروخته اند و سپس در فردای نوروز به دیدار یکدیگر می رفتند و دید و بازدید نوروز نیز تا زمانی که چراغ روشن بوده انجام می شده است.

## مشاهیر مدفون در امامزاده
- آخوند ملا محمد ابراهیم دهکردی
- شیخ جلال الدین بت شکن دهکردی
- حاج میرزا زیرک (بنیانگذار مدارس امروزی در شهرکرد) و پدر احمد زیرک‌زاده